# 巨毋霸
巨毋霸（?—?），又作“巨无霸”，新朝王莽时蓬莱（今属山东）的巨人。传说身高一丈，大十围，轺车不能载，力胜三马。

## 生平
韩博推荐他给王莽時上言：“有奇士，长丈，大十围，来至臣府，曰欲奋击胡虏，自谓巨无霸。”王莽留他在新丰，改姓为巨毋氏。自称巨毋霸，一说姓巨毋，名霸。或姓巨名毋霸，王莽因自己字巨君，讨厌他的名字，以其意为“巨（君）毋得称霸”。昆阳之战，王莽任命他为垒尉，使他驱赶来虎、豹、犀、象等猛兽以助军威。后来“巨无霸”被用來形容庞然大物。